# Екотоксикологија
Екотоксикологија се бави изучавањем деловања отрова на организме, популације и заједнице у условима загађене средине. Огроман број хемикалија, које су у свакодневној употреби, озбиљно угрожава здравље човека и осталих живих бића. Сам податак да се у свакодневној употреби налази око 60 000 хемикалија и да се сваке године произведе још 1000 нових, говори довољно колико је тај проблем озбиљан. Наука која проучава штетне (токсичне) ефекте хемијских материја на живе организме назива се токсикологија. 
Огроман је број фактора средине који могу изазвати одређене здравствене последице по човека и осталих живих бића:
- утицаји загађеног ваздуха, воде, хране и земљишта
- утицаји енергије зрачења
- ефекти буке и вибрација.

Бројне хемијске загађујуће материје, које доспевају у околну животну средину, изазивају низ разноврсних поремећаја у организму од којих se издваја:
- тровање - токсично дејство
- оштећења наследног материјала - мутагено дејство
- оштећења плода (ембриона, фетуса) - тератогено дејство
- појава рака на различитим органима - карциногено дејство

## Токсично дејство
Токсично дејство представља низ поремећаја који настају у организму под дејством неке токсичне материје. У којој ће мери одређена материја бити токсична зависи од интензитета процеса који се у организму одвијају истовремено:
- ресорпције,
- детоксикације,
- депоновања и
- елиминације.

Токсичне материје доспевају у организам човека најчешће преко коже, кроз уста и органе за варење или кроз плућа. 
После ресорпције оне доспевају у крв, а затим до јетре и органа који су мање осетљиви на токсичне материје. Јетра је најзначајнији орган у коме се разграђују токсичне материје процесом који се назива детоксикација. Овим процесом производи метаболизма, токсичне материје, су мање отровни и излучују се из организма. 
Један део ресорбованих токсина доспева у органе који су на њих мање осетљиви и ту остају дуже време (депоновање). Тако се у масном ткиву задржавају многи инсектициди, а у коштаном ткиву – стронцијум и олово. 
Један део токсина излучује се из организма (елиминација) преко:
- бубрега (највећи део),
- измета (нерастворљива једињења као што су метали) и
- плућа (гасовити токсини).

Дејство токсичних материја на организам може бити:
1. локално – деловање токсина на непосредном месту додира са организмом – кожа, слузокожа, очи;
2. системски – деловање токсина после њихове ресорпције у организам, испољава се на органима и системима органа (органи за варење, плућа, крв исл.).

## Мутагено дејство
Мутагено дејство може изазвати два типа генетских оштећења:
1. промене у грађи и броју хромозома (аберације); ове промене се могу уочити микроскопом;
2. промене у самим генима (генске мутације).

Мутагени фактори могу се поделити у три групе:
1. физички мутагени у које спадају различите врсте зрачења из природних и вештачких извора;
2. хемијски мутагени - бројна органска и неорганска хемијска једињења, као и материје које доспевају храном (адитиви, пестициди, антибиотици) те их је стога тешко контролисати;
3. биолошки мутагени – вируси, као и производи метаболизма одређених организама.

## Канцерогено дејство
Канцерогено дејство токсина огледа се у изазивању малигних промена (рак или канцер) различитих органа у организму. Такве канцерогене материје преобраћају нормалне ћелије у ћелије рака које се убрзано деле стварајући малигне туморе (расту и угрожавају околна ткива – метастазе). 
У последње време проналази се све више материја са канцерогеним дејством, па се сматра да ове материје могу чак у 60-90% случајева бити узрок рака људи. Вируси поред мутагеног могу имати и канцерогено дејство на организам (тз. онкогени вируси). Сматра се да постоји око 2000 потенцијално канцерогених материја. Дим од цигарета садржи више од 30 канцерогених материја. 
Данас су најактуелније следеће хемијске материје које се могу наћи у храни, а морају се ставити под строгу контролу: 
- пестициди и производи њихове разградње
- токсични метали и неметали (Pb, Hg, Cd, As, Cu и др.)
- адитиви (боје, конзерванси, емулгатори и др.)
- детерџенти
- хормони
- феноли
- антибиотици
- винил-хлорид
- ентеротоксини (ботулинуса, стафилокока и др.)
- радионуклеиди

## Тератогено дејство
Тератогено дејство ових материја је њихова способност да трајно оштете ембрион и изазову појаву наказности (грч. терата = наказа). Највећа осетљивост човека на дејство тератогених материја је период у току прва три месеца трудноће, који се карактерише брзим растом ћелија и образовањем органа ембриона. Материје са оваквим дејством су многи цитостатици, неки антибиотици, пестициди др.